# Szlovákia legnagyobb települései lakónépesség szerint
Szlovákia tízezer főnél nagyobb lakónépességű települései a Szlovák Statisztikai Hivatal 2008. december 31. szerinti adatai alapján.
A  és a  jelzés a 2006-os adatokhoz viszonyítva mutatja, hogy a lakónépesség nőtt vagy csökkent az adott településen. Nem a listán történő elmozdulást jelzi.
A települések után zárójelben () a szlovák nevüket olvashatjuk.

## 100000-nél több lakos
| #  | Település | Település            | Lakónépesség | Kerület (kraj)   |
| -- | --------- | -------------------- | ------------ | ---------------- |
| 1. |           | Pozsony (Bratislava) | 428 791      | Pozsonyi kerület |
| 2. |           | Kassa (Košice)       | 233 659      | Kassai kerület   |

## 50000–100000 lakos
| #   | Település | Település                        | Lakónépesség | Kerület (kraj)          | Járás (okres)           |
| --- | --------- | -------------------------------- | ------------ | ----------------------- | ----------------------- |
| 3.  |           | Eperjes (Prešov)                 | 91 273       | Eperjesi kerület        | Eperjesi járás          |
| 4.  |           | Zsolna (Žilina)                  | 85 327       | Zsolnai kerület         | Zsolnai járás           |
| 5.  |           | Nyitra (Nitra)                   | 84 070       | Nyitrai kerület         | Nyitrai járás           |
| 6.  |           | Besztercebánya (Banská Bystrica) | 80 106       | Besztercebányai kerület | Besztercebányai járás   |
| 7.  |           | Nagyszombat (Trnava)             | 67 726       | Nagyszombati kerület    | Nagyszombati járás      |
| 8.  |           | Turócszentmárton (Martin)        | 58 433       | Zsolnai kerület         | Turócszentmártoni járás |
| 9.  |           | Trencsén (Trenčín)               | 56 826       | Trencséni kerület       | Trencséni járás         |
| 10. |           | Poprád (Poprad)                  | 54 621       | Eperjesi kerület        | Poprádi járás           |
| 11. |           | Privigye (Prievidza)             | 50 664       | Trencséni kerület       | Privigyei járás         |

## 30000–50000 lakos
| #   | Település | Település                            | Lakónépesség | Kerület (kraj)          | Járás (okres)           |
| --- | --------- | ------------------------------------ | ------------ | ----------------------- | ----------------------- |
| 12. |           | Zólyom (Zvolen)                      | 42 531       | Besztercebányai kerület | Zólyomi járás           |
| 13. |           | Vágbeszterce (Považská Bystrica)     | 41 809       | Trencséni kerület       | Vágbesztercei járás     |
| 14. |           | Érsekújvár (Nové Zámky)              | 40 456       | Nyitrai kerület         | Érsekújvári járás       |
| 15. |           | Nagymihály (Michalovce)              | 39 539       | Kassai kerület          | Nagymihályi járás       |
| 16. |           | Igló (Spišská Nová Ves)              | 38 148       | Kassai kerület          | Iglói járás             |
| 17. |           | Komárom (Komárno)                    | 35 881       | Nyitrai kerület         | Komáromi járás          |
| 18. |           | Léva (Levice)                        | 35 492       | Nyitrai kerület         | Lévai járás             |
| 19. |           | Homonna (Humenné)                    | 34 854       | Eperjesi kerület        | Homonnai járás          |
| 20. |           | Bártfa (Bardejov)                    | 33 436       | Eperjesi kerület        | Bártfai járás           |
| 21. |           | Liptószentmiklós (Liptovský Mikuláš) | 32 687       | Zsolnai kerület         | Liptószentmiklósi járás |

## 20000–30000 lakos
| #   | Település | Település                        | Lakónépesség | Kerület (kraj)          | Járás (okres)         |
| --- | --------- | -------------------------------- | ------------ | ----------------------- | --------------------- |
| 22. |           | Rózsahegy (Ružomberok)           | 29 687       | Zsolnai kerület         | Rózsahegyi járás      |
| 23. |           | Pőstyén (Piešťany)               | 29 540       | Nagyszombati kerület    | Pöstyéni járás        |
| 24. |           | Nagytapolcsány (Topoľčany)       | 28 566       | Nyitrai kerület         | Nagytapolcsányi járás |
| 25. |           | Losonc (Lučenec)                 | 27 547       | Besztercebányai kerület | Losonci járás         |
| 26. |           | Csaca (Čadca)                    | 25 564       | Zsolnai kerület         | Csacai járás          |
| 27. |           | Dunaszerdahely (Dunajská Streda) | 22 345       | Nagyszombati kerület    | Dunaszerdahelyi járás |